# Ieharu Tokugawa
Ieharu Tokugawa (jap. 徳川家治 Tokugawa Ieharu; ur. 20 czerwca 1737, zm. 17 września 1786) – dziesiąty siogun z dynastii Tokugawa; rządził w Japonii od 1761 do 1786.
Ieharu Tokugawa był najstarszym synem Ieshige Tokugawy.

## ErybakufuIeharu
Lata rządów siogunów dzielone są na ery zwane nengō:
- Hōreki  (1751–1764)
- Meiwa  (1764–1772)
- An’ei  (1772–1781)
- Tenmei  (1781–1789)